# Ataque a la embajada estadounidense en Irak de 2020
El ataque a la embajada estadounidense en Irak ocurrido el 26 de enero de 2020 en la Zona Verde de Bagdad, fue el segundo mayor ataque recibido en la embajada de Estados Unidos en dicho país en menos de un mes en la Crisis del Golfo Pérsico de 2019-2020.
El ataque se realizó con 5 cohetes Katyusha, de los cuales 3 de ellos dieron en el blanco, 1 cohete impactó la cafetería de la embajada en el momento en que se encontraba concurrida. El Departamento de Estado de los Estados Unidos pidió al gobierno iraquí el domingo por la noche que "cumpla con sus obligaciones de proteger nuestras instalaciones diplomáticas".

## Antecedentes
Los ataques se atribuyen a las milicias proiraníes de Kataeb Hezbolá como represalia a los asesinatos del general iraní Qasem Soleimani y el comandante iraquí Abu Mahdi al-Muhandis sucedidos el pasado 3 de enero del mismo año.